# Увёртка
«Увёртка» (фр. L'esquive) — французская мелодрама, поставленная Абделатифом Кешишем в 2003 году. Фильм отмечен четырьмя премиями «Сезар»: за лучший фильм, лучшую режиссуру, лучший сценарий и лучшую роль начинающей актрисы (Сара Форестье), а также рядом других национальных и международных кинопремий.

## Сюжет
События происходят в одном из пригородов Парижа. Группа подростков, главным образом выходцев из Африки, собирается поставить в школьном театре пьесу Пьера де Мариво «Игра любви и случая». Главный герой картины — Кримо, застенчивый 15-летний подросток. Кримо не проявлял интереса к театру, но его тайная любовь к Лидии, которая исполняет главную роль в спектакле, привлекает его к постановке. Поначалу его исполнение роли Арлекина выглядит совершенно неуклюжим, но он постепенно втягивается в репетиции и проявляет способности. Двоюродная сестра Кримо, Нану, которая присматривает за братом в школе, против его участия в спектакле. Развитие отношений между героями начинает повторять события описанные в пьесе.

## В ролях
| Осман Елкараз   | ···· | Кримо                 |
| Сара Форестье   | ···· | Лидия                 |
| Сабрина Уазани  | ···· | Фрида                 |
| Нану Бенаму     | ···· | Нану                  |
| Хафет Бен-Ахмед | ···· | Фатки                 |
| Орели Ганита    | ···· | Магали                |
| Кароль Франк    | ···· | французский профессор |
| Хажар Хамлили   | ···· | Зина                  |
| Рашид Гаме      | ···· | Рашид                 |

## Съемки
Фильм был снят за 6 недель в октябре и ноябре 2002 года в Сен-Сен-Дени. Картина была малобюджетной. Большинство актеров-подростков не были профессиональными артистами и не получали гонорар за съемки.

## Награды и номинации
| Список наград и номинаций | Список наград и номинаций | Список наград и номинаций                       | Список наград и номинаций     | Список наград и номинаций | Список наград и номинаций |
| Кинопремия                | Год                       | Категория                                       | Номинанты                     | Результат                 | Ис.                       |
| ------------------------- | ------------------------- | ----------------------------------------------- | ----------------------------- | ------------------------- | ------------------------- |
| Премия «Люмьер»           | 2005                      | Лучший сценарий                                 | Абделатиф Кешиш               | Победа                    | [ 4 ]                     |
| Премия «Сезар»            | 2005                      | Лучший фильм                                    | Абделатиф Кешиш (режиссёр)    | Победа                    | [ 1 ]                     |
| Премия «Сезар»            | 2005                      | Лучший режиссёр                                 | Абделатиф Кешиш               | Победа                    | [ 1 ]                     |
| Премия «Сезар»            | 2005                      | Лучший оригинальный или адаптированный сценарий | Абделатиф Кешиш, Галия Лакруа | Победа                    | [ 1 ]                     |
| Премия «Сезар»            | 2005                      | Самый многообещающий актёр                      | Осман Елкараз                 | Номинация                 | [ 1 ]                     |
| Премия «Сезар»            | 2005                      | Самая многообещающая актриса                    | Сара Форестье                 | Победа                    | [ 1 ]                     |
| Премия «Сезар»            | 2005                      | Самая многообещающая актриса                    | Сабрина Уазани                | Номинация                 | [ 1 ]                     |